# Partido Democrático Senegalés
El Partido Democrático Senegalés (En francés: Parti Démocratique Sénégalais) es un partido político de Senegal fundado en 1974. Se considera a sí mismo como un partido liberal y es miembro pleno de la Internacional Liberal. Abdoulaye Wade, presidente de Senegal de 2000 a 2012, es del partido y se desempeña como secretario general del partido, así como su primer ministro Souleymane Ndéné Ndiaye.

## Resultados electorales

### Elecciones presidenciales
|  | 17.80 % |

|  | 14.79 % |

|  | 25.80 % |

|  | 32.03 % |

|  | 31.01 % |

|  | 58.49 % |

|  | 55.90 % |

|  | 34.81 % |

|  | 34.20 % |

### Elecciones parlamentarias
| Año  | Votos     | %     | Escaños | +/− | Posición |
| ---- | --------- | ----- | ------- | --- | -------- |
| 1978 | 172.948   | 17,88 | 18/100  |     | 2.º      |
| 1983 | 150.785   | 13,97 | 8/120   | 10  | 2.º      |
| 1988 | 275.552   | 24,74 | 17/120  | 9   | 2º       |
| 1993 | 321.585   | 30,21 | 27/120  | 10  | 2.º      |
| 1998 | 233.287   | 19,10 | 23/140  | 4   | 2.º      |
| 2001 | 931.617   | 49,60 | 89/120  | 66  | 1.º      |
| 2007 | 1.190.609 | 69,21 | 131/150 | 42  | 1.º      |
| 2012 | 298.846   | 15,23 | 12/150  | 119 | 2.º      |
| 2017 | 552.095   | 16,67 | 19/165  | 7   | 2.º      |